# Episodi di Five Mile Creek (seconda stagione)
La seconda stagione della serie televisiva Five Mile Creek è stata trasmessa in anteprima in Australia dalla Seven Network tra il 16 maggio 1984 e il 5 dicembre 1984.
| nº | Titolo originale          | Titolo italiano | Prima TV Australia | Prima TV Italia |
| -- | ------------------------- | --------------- | ------------------ | --------------- |
| 1  | The Hangman's Noose       |                 | 16 maggio 1984     |                 |
| 2  | The Challenge             |                 | 6 giugno 1984      |                 |
| 3  | Blood, Sweat and Faith    |                 | 20 giugno 1984     |                 |
| 4  | Mail Order Brides         |                 | 4 luglio 1984      |                 |
| 5  | Maggie                    |                 | 18 luglio 1984     |                 |
| 6  | When the Kookaburra Cries |                 | 1º agosto 1984     |                 |
| 7  | Walk Like a Man           |                 | 15 agosto 1984     |                 |
| 8  | Across the Great Divide   |                 | 5 settembre 1984   |                 |
| 9  | Missing, Presumed Lost    |                 | 19 settembre 1984  |                 |
| 10 | Matchmaker                |                 | 3 ottobre 1984     |                 |
| 11 | Good Old Reliable Me      |                 | 17 ottobre 1984    |                 |
| 12 | Woman of Means            |                 | 7 novembre 1984    |                 |
| 13 | The Last Round Up         |                 | 5 dicembre 1984    |                 |